# Oczesa
Oczesa (biał. Ачоса, Aczosa; ros. Очёса, Oczosa) – rzeka na Białorusi, w obwodzie homelskim. Prawy dopływ Ipuci, lewego dopływu Soży. Należy do zlewiska Morza Czarnego dorzecza Dniepru. Jest rzeką graniczną między Białorusią a Rosją.
Dawniej rzeka uchodziła do odnogi Ipuci zwanej Starym Ipuciem.. Obecnie wpada do Ipuci około 3 km na wschód od wsi Demianki w rejonie dobruskim, a koryto rzeki jest skanalizowane niemal na całej swej długości. 